# جائزة روسيا الكبرى 2015
جائزة روسيا الكبرى 2015 (بالإنجليزية: 2015 Russian Grand Prix) هو سباق فورمولا 1 أقيم بتاريخ 11 أكتوبر 2015 في سوتشي، كراسنودار كراي، روسيا. كان الخامس عشر من أصل 19 في بطولة العالم لسباقات الفورمولا واحد موسم 2015.